# Список епізодів телесеріалу «Зоряна брама: Атлантида»
Серіал виходив на екрани з 16 липня 2004 року по 9 січня 2009. Нараховує 5 сезонів і 100 епізодів (по 20 в сезоні). В Україні транслювався на каналі К1.

## Огляд
| Сезон | Сезон   | Кількість епізодів | Прем'єра                      | Вихід на DVD (R1) |
| ----- | ------- | ------------------ | ----------------------------- | ----------------- |
|       | 1 сезон | 20                 | 2004–2005 (Sci-Fi Channel)    | 15 листопада 2005 |
|       | 2 сезон | 20                 | 2005–2006 (Sci- Fi Channel)   | 6 березня 2007    |
|       | 3 сезон | 20                 | 2006–2007 (Sci- Fi Channel)   | 18 вересня 2007   |
|       | 4 сезон | 20                 | 2007 — 2008 (Sci- Fi Channel) | 8 липня 2008      |
|       | 5 сезон | 20                 | 2008–2009 (Sci- Fi Channel)   | 9 січня 2009      |

## Сезони

### 1 сезон (2004—2005)
| Номер     | Назва і короткий зміст | Дата прем'єри     |
| --------- | --- | ----------------- |
| 1.01 (1)  | «Пробудження. Частина перша» (англ. Rising. Part One) На аванпості Древніх, завдяки якому було врятовано Землю від нападу Анубіса, тривають дослідження. Деніел Джексон знаходить восьмизначну адресу Загубленого міста Древніх, інакше відомого як Атлантида. Поки підбирається склад експедиції, виявляється, що Атлантида знаходиться дуже далеко, енергії на повернення назад може не вистачити. Дослідники знаходять місто порожнім і зануреним під воду. МНТ виснажені, енергії недостатньо ні на підтримку щита, ні на повернення на Землю. Користуючись місцевою мережею Зоряних Брам, земляни шукають джерела енергії і натрапляють на поселення людей атосіанців. Ті попереджають, що скоро можуть прийти рейфи — істоти, які харчуються людьми. | 16 липня 2004     |
| 1.02 (2)  | «Пробудження. Частина друга» (англ. Rising. Part Two) Пробуджені рейфи напали на село атосіанців. Багато жителів забрані на кораблі-вулики, разом з ними і полковник Самнер. Королева рейфів здогадалася, що земляни нетутешні і їх дуже багато — десь є нове «пасовище» для рейфів. Вцілілих жителів майор Шепард приводить на Атлантиду, чим викликає перевантаження щита і систем життєзабезпечення. Але замість затоплення місто піднімається на поверхню. | 16 липня 2004     |
| 1.03 (3)  | «Хованки» (англ. Hide and Seek) Щоб Родні МакКей міг користуватися технологіями Древніх, доктор Карсон Бекетт прищепив йому відповідний ген. Той одразу вирішив скористатися знайденим генератором захисного поля, якого виявилося не так просто позбутись. Під час гри в хованки хлопчик-атосіанець заблукав у місті і випадково випустив на свободу древню енергетичну істоту, яка харчується електрикою. Висмоктуючи енергію з генераторів, вона стає все більшою. | 23 липня 2004     |
| 1.04 (4)  | «38 хвилин» (англ. Thirty-Eight Minutes) На одній з планет до тіла Шепарда присмоктався жук, який живиться життєвою силою, як і рейфи. Екіпаж «Стрибуна» прагне швидше повернутися на Атлантиду, щоб допомогти йому, але корабель застряє у Брамі через несправність. У МакКея є тільки 38 хвилин, щоб полагодити «Стрибун», перш ніж Брама закриється. | 30 липня 2004     |
| 1.05 (5)  | «Підозра» (англ. Suspicion) Напади рейфів на команду майора Шепарда при дослідженні інших планет стали надто систематичними. Вороги ніби наперед знають куди прийдуть люди. Жителі Атлантиди вирішили, що в місті з'явився шпигун. Основна підозра падає на атосіанців, зокрема Тейлу. Побоювання справджуються, але вини самої Тейли в цьому немає. | 6 серпня 2004     |
| 1.06 (6)  | «Кінець дитинства» (англ. Childhood`s End) «Стрибун» з екіпажем втратив керування та впав на планету, де люди живуть тільки до 24 років, а потім приносять себе в жертву. Вони переконані, що саме це захищає їх від нападу рейфів. МакКей вважає, що причина в силовому полі навколо селища, яке підтримує МНТ. Але якщо МНТ буде забрано, місцевий народ стане беззахисним. | 13 серпня 2004    |
| 1.07 (7)  | «Отруйне джерело» (англ. Poisoning the Well) Вчені планети Хофф багато років намагаються винайти вакцину, яка б робила людей «неїстівними» для рейфів. Беккет допомагає удосконалити вакцину та отримує дозвіл провести експеримент над полоненим рейфом. Вакцина діє, але має побічний ефект. | 20 серпня 2004    |
| 1.08 (8)  | «Підпілля» (англ. Underground) Тейла знайомить атлантійців з дженаями — народом простих фермерів. Жителі Атлантиди намагаються домовитися з ними про постачання продовольства в обмін на вибухівку. МакКей і Шепард, заблудившись, виявляють підземний бункер і дізнаються, що дженаї набагато розвиненіша нація, яка тільки видає себе за фермерів. Але тепер дженаї хочуть набагато більше — ядерну зброю. | 27 серпня 2004    |
| 1.09 (9)  | «Дім» (англ. Home) Команда Шепарда виявляє планету, покриту енерговмісним туманом. Його енергії вистачить, щоб потрапити на Землю через Браму. Шепард, Вейр, МакКей, Тейла і Форд вирушають додому, але там вони дізнаються, що у них немає можливості повернутися назад на Атлантиду, оскільки космічний корабель «Прометей» пошкоджений. Скоро вони помічають дивні речі, з яких розуміють, що все навколо нереальне. | 10 вересня 2004   |
| 1.10 (10) | «Шторм» (англ. The Storm) На місто насувається винятково сильний шторм, який стається раз на 20 років. Атосіанці і атлантійці змушені евакуюватися на іншу планету, до дженаїв. У МакКея і Зеленки є план як захистити місто, взявши енергію від блискавок. МакКей, Вейр і Шепард залишаються на Атлантиді, щоб реалізувати його. Та дженаї, скориставшись беззахисністю міста і довірливістю персоналу, захоплюють Атлантиду. | 17 вересня 2004   |
| 1.11 (11) | «Око» (англ. The Eye) Шторм накрив місто і триває, план з його захисту зірваний. МакКей і Вейр опинилися в заручниках у командувача дженаїв Колі. Тим часом шторм на материку на деякий час стих і Беккет, Тейла та Форд вирішують повернутися на Атлантиду, щоб допомогти Шепарду. Дженаї і атлантійці змушені піти на хитку співпрацю, інакше Атлантида буде втрачена. | 8 листопада 2004  |
| 1.12 (12) | «Непокірний» (англ. The Defiant One) Шепард і МакКей, обстежуючи оборонний супутник Древніх, вловили сигнал лиха від збитого ним корабля рейфів. МакКей, сподіваючись дослідити технології корабля, здійснив посадку і вирушив з Шепардом та ще двома ученими до місця падіння. Відчувши людей, єдиний вцілий рейф прокинувся, щоб вгамувати голод і покинути планету. | 15 листопада 2004 |
| 1.13 (13) | «Гаряча зона» (англ. Hot Zone) Під час огляду пошкоджень, завданих штормом, двоє вчених послали сигнал лиха, начебто на них хтось напав. Скоро й інші стверджували, що їх хтось переслідує, після чого почали помирати. Дослідження вказало на вірус, який спричиняє галюцинації і аневризму судин головного мозку. В місті оголошується карантин, користування Зоряною Брамою призупинене. МакКей побоюється, що хтось із його оточення вже заражений і згодом розуміє — заражений він сам. | 22 листопада 2004 |
| 1.14 (14) | «Притулок» (англ. Sanctuary) Коли «Стрибун» Шепарда переслідували «Стріли» рейфів, їх вразила енергетична хвиля з поверхні планети. МакКей припускає, що хвилю випустила якась зброя Древніх, але місцеві жителі запевняють, що їх захищає богиня Атар. Щоб дізнатися більше, атлантійці вирушають на зустріч з верховною жрицею Чаю. Однак, жриця говорить, що богиня не захищатиме чужинців. В надії переконати Чаю допомогти, Шепард бере її на Атлантиду. | 29 листопада 2004 |
| 1.15 (15) | «Перш, ніж я засну» (англ. Before I Sleep) Під час пошуку нових житлових зон Атлантиди, Тейла, Шепард і Форд знайшли лабораторію, а в ній стару жінку в анабіозі. Думаючи, що вона Древня, атлантійці пробуджують її. Однак жінка повідомляє, що вона — доктор Елізабет Вейр з альтернативної гілки історії. В її часі земляни прибули в знеструмлене місто, яке так і не піднялося на поверхню океану. Врятувалася тільки Вейр завдяки машині часу. Коли вона опинилася в минулому, в часи лантійців, ті взялися за план порятунку майбутнього. | 6 грудня 2004     |
| 1.16 (16) | «Братство» (англ. The Brotherhood) Атлантійці вирушили на пошуки МНТ до однієї з планет, зазначених у списку Вейр з альтернативної реальності. Колись там існувало братство, яке ховало якусь річ, звану «Потентія», яку вони отримали від Древніх і зберігали до їх повернення. Дорога до реліквії зашифрована. Дженаї, дізнавшись про появу атлантійців, також хочуть отримати «Потентію». На Атлантиду тим часом прилітає корабель-розвідник рейфів. | 3 січня 2005      |
| 1.17 (17) | «Лист з Пегасу» (англ. Letters from Pegasus) За даними сканерів міста, через два тижні кораблі рейфів долетять до Атлантиди. Атлантійці хочуть використати наявні джерела енергії та відправити лист на Землю. Крім наукової інформації ухвалено послати і особисті повідомлення від усіх жителів Атлантиди. Шепард і Тейла в цей час застрягають на одній з планет, атакованих рейфами, не маючи змоги повернутися. | 10 січня 2005     |
| 1.18 (18) | «Дар» (англ. The Gift) Тейлі ночами сняться кошмари, в яких вона бачить рейфа на Атлантиді. Крім того вона здатна відчувати наближення рейфів, і такою здатністю володіли ще кілька людей з її народу. Легенди атосіанців говорять, що такі люди поверталися з полону рейфів і навіть здатні їх побороти. Беккет, аналізуючи кров Тейли, робить дивне відкриття: у Тейли є ген рейфів. | 17 січня 2005     |
| 1.19 (19) | «Облога. Частина 1» (англ. The Siege. Part One) Один зі знеструмлених захисних супутників Древніх може допомогти в захисті від рейфів. МакКей знаходить спосіб ввімкнути його. Тим часом атлантійці переконані, що місто слід знищити, інакше рейфи потраплять в Чумацький Шлях. Але саме влаштування Атлантиди стає в цьому перепоною. | 24 січня 2005     |
| 1.20 (20) | «Облога. Частина 2» (англ. The Siege. Part Two) Захисний супутник втрачено, до Атлантиди наближаються два кораблі рейфів, а у міста досі немає ні щита, ні будь-якого іншого захисту. Доктор Вейр готує план відступу через Зоряну Браму і самознищення Атлантиди, коли несподівано з Землі приходить перша допомога у вигляді морпіхів під командою полковника Еверетта. Вони розгортають оборону і привозять джерела енергії, достатні, щоб активувати зброю міста. Починається перша хвиля наступу. Шепард пропонує попросити атомні бомби у дженаїв і послати їх на корабель-вулик на «Стрибуні». |                   |

### 2 сезон (2005—2006)
| Номер     | Назва і короткий зміст | Дата прем'єри     |
| --------- | --- | ----------------- |
| 2.01 (21) | «Облога. Частина 3» (англ. The Siege. Part 3) Майор Шепард, котрий полетів на самовбивчу місію зі знищення корабля рейфів, несподівано був врятований земним крейсером «Дедал», який саме прибув на допомогу. Корабель привіз на Атлантиду МНТ, енергія якого дозволяє підняти над містом щит. Поки в самій Атлантиді триває боротьба з прониклими рейфами, «Дедал» веде бій в космосі. Вороги відступили, але не надовго. Поки триває ремонт, лейтенант Форд проявляє нездорову тягу до ферменту рейфів.                                                                                                   | 15 липня 2005     |
| 2.02 (22) | «Зловмисник» (англ. The Intruder) Доктор Вейр, доктор МакКей і підполковник Шепард успішно дісталися до Землі на «Дедалі». На зворотному шляху на кораблі стали відбуватися дивні неполадки. Родні приходить до висновку, що їх викликає комп'ютерний вірус, завантажений рейфами. Вірус адаптується до дій екіпажу і врешті спрямовує «Дедал» на зірку. | 22 липня 2005     |
| 2.03 (23) | «Утікач» (англ. Runner) На одній з планет знайдено вбитого рейфа. Команда підполковника Шепарда думає, що це зробив втікач Форд, але через сонячну радіацію змушена покинути планету. Сам же Шепард і Тейла опинилися в полоні у втікача Ронана Декса, на якого рейфи полюють задля розваги. Беккет пропонує йому допомогу, в той час МакКей знайшов Форда, який готовий повернутися на Атлантиду. | 29 липня 2005     |
| 2.04 (24) | «Дует» (англ. Duet) «Стріла» рейфів забрала доктора Родні МакКея і лейтенанта Лору Кедмі. Корабель вдалося збити, але Зеленка зміг дістати тільки одного — Родні. Отямившись, МакКей виявив, що свідомість Кедмі тепер існує поряд з його власною в одному мозку. Вони повинні уживатися в одному тілі, поки Зеленка шукає спосіб витягти Кедмі зі «Стріли». | 5 серпня 2005     |
| 2.05 (25) | «Ув'язнені» (англ. Condemned) Атлантійці прибули на планету, де одразу зустрілися з бандитами, від яких їх врятували представники високорозвиненої цивілізації. Як з'ясувалося, Зоряна Брама стояла на острові, де утримують злочинців, котрими рейфи задовільняються, не чіпаючи решти населення. На зворотний дорозі «Стрибун» атлантійців збили ув'язнені, забравши зброю, а екіпаж захопили. В компанії цих людей стає зрозуміло, що їх висилають на острів за будь-яку провину як плату за безпеку решти планети.                                                                                      | 12 серпня 2005    |
| 2.06 (26) | «Трійця» (англ. Trinity) На орбіті однієї з планет виявлено безліч уламків кораблів, деякі з них належали рейфам. На самій планеті єдиним вцілілим об'єктом лишилася застава Древніх, але увагу МакКея привертає її джерело живлення «Арктурус», яке дає більше енергії, ніж МНТ. Насторжує те, що весь персонал щось вбило, і явно не рейфи. Родні вирішив, що зможе запустити «Арктурус». | 19 серпня 2005    |
| 2.07 (27) | «Інстинкт» (англ. Instinct) Сільських жителів однієї з планет тероризує невідоме чудовисько, що за описом підозріло нагадує рейфа. Команда Шепарда викликається допомогти місцевим жителям в його затриманні. Через деякий час пошуки приводять їх до печери, де живуть літній чоловік і дівчинка-рейф. Старий стверджує, що зміг синтезувати препарат, який дозволяє рейфам харчуватися звичайною їжею. | 26 серпня 2005    |
| 2.08 (28) | «Перетворення» (англ. Conversion) Рана, завдана Шепарду рейфом під дією ретровірусу (попередній епізод), до прибуття в Атлантиду зажила. Скоро Джон став сильнішим, але почав змінюватися в бік жука Іратуса — ретровірус потрапив і в його тіло. Для порятунку Шепарда слід терміново добути стовбурові клітини жука. | 9 вересня 2005    |
| 2.09 (29) | «Аврора» (англ. Aurora) На околиці галактики Пегаса виявлено покинутий корабель Древніх «Аврора», який послав автоматичний сигнал. Команда Шепарда на «Дедалі» вирушає за ним, але виявляє, що рейфи випередили їх. Після бою з рейфами атлантійці ступили на корабель, де знайшли стазисні камери з Древніми всередині, що підтримують ментальний зв'язок одна з одною, створюючи віртуальну реальність для екіпажу. Шепард входить в цю симуляцію і зустрічає весь екіпаж «Аврори», який впевнений, що поспішає додому, не підозрюючи, що минуло вже 10000 років. В цей час на кораблі прокидається рейф. | 23 вересня 2005   |
| 2.10 (30) | «Втрачені хлопці» (англ. The Lost Boys) Під час однієї з місій невідомі напали на команду Шепарда і забрали на свою планету. Там з'ясовується, що ці люди — спільники Форда, яких він своїм прикладом переконав приймати фермент рейфів. Тепер вони полюють на рейфів заради нових порцій речовини. Команда Шепарда потрібна Форду для нової загадкової операції, для чого він обманом змусив усіх їх вжити фермент, крім Джона. Проте ціль виявляється шляхетною — врятувати тисячі людей. | 23 вересня 2005   |
| 2.11 (31) | «Корабель рейфів» (англ. The Hive) Команди Форда і Шепарда опинилися на кораблі рейфів, але були схоплені. Коли їм вдалося втекти, Шепард вирішує допомогти людям, законсервованим в коконах, і втікачі знову потрапляють в полон. Тим часом МакКей, який залишився на базі Форда, приймає фермент та тікає на Атлантиду, щоб розповісти про все це. Поступово дія ферменту минає, що викликає ломку, першим виявляється Родні. | 21 листопада 2005 |
| 2.12 (32) | «Прозріння» (англ. Epiphany) Команда Шепарда сіла на планету через сплеск енергії на поверхні. Джон вирішив зайти в знайдене поле і опинився в розширеному часі. Поки Родні вдалося це з'ясувати, Шепард вже зневірився дочекатися допомоги і почав досліджувати околиці всередині поля. Він виявляє невелике поселення, жителі якого проводять весь час у медитаціях. За кілька годин, що атлантійці шукають спосіб визволити його, Шепард проживає в монастирі шість місяців, де його вважають тим, хто переможе загадкове чудовисько і приведе всіх до вознесіння.                                       | 28 листопада 2005 |
| 2.13 (33) | «Критична маса» (англ. Critical Mass) На Землі виявлено присутність ґоа'улдів в організації «Траст». Вони змогли заслати свого агента на Атлантиду і закласти там бомбу, щоб вберегтися від можливого нашестя рейфів. Бомба здетонує, щойно буде відкрита червоточина на Землю. Доктору Лі вдається придумати спосіб, як за допомогою «Дедала» вчасно переслати повідомлення на Атлантиду. Але бомба сама послала сигнал лиха, чим привернула увагу крейсерів рейфів. Поки МакКей і Кедмі намагаються знайти спосіб врятувати місто, Вейр розшукує там зрадника.                                            | 5 грудня 2005     |
| 2.14 (34) | «Витонченість під тиском» (англ. Grace Under Pressure) Випробування відремонтованого «Стрибуна» закінчилося аварією — корабель впав в океан. Лобове скло не витримало тиску води, але МакКею вдалося вчасно сховатися в задньому відсіку. Опинившись на самоті, свідомість Родні породжує видіння Саманти Картер, разом з яким МакКей чекає на порятунок, поки Шепард і Зеленка розробляють рятувальну операцію. | 12 грудня 2005    |
| 2.15 (35) | «Вежа» (англ. The Tower) Жителі аграрного суспільства на черговій планеті розповідають, що від рейфів їх захищає якась Вежа, куди можуть входити тільки члени королівського двору. Ця споруда дуже нагадує центральний шпиль Атлантиди, а захисна зброя — її керовані снаряди. Потрапивши на аудієнцію до лорда-захисника, Шепард виявляє місто-копію Атлантиди. Наявність у Шепарда гена Древніх ставить під сумнів право лорда-захисника на трон. | 19 грудня 2005    |
| 2.16 (36) | «Довге прощання» (англ. The Long Goodbye) В космосі команда атлантійців знаходить дві рятувальні капсули з людьми всередині. Під час огляду свідомість жінки з капсули перенеслася у Вейр. Отримані знання переконали привезти на Атлантиду і другу капсулу, з чоловіком цієї жінки. Коли свідомість чоловіка опинилася в голові Шепарда, з'ясувалося, що пара не подружжя, а закляті вороги. | 2 січня 2006      |
| 2.17 (37) | «Державний переворот» (англ. Coup D'Etat) На зв'язок вийшов один з людей дженая Колі, оголошений у себе на батьківщині поза законом. Він просить допомоги у поваленні чинної влади в обмін на МНТ. Коли на Атлантиду прибуває велика група дженаїв, але модуль з собою не приносить, Вейр починає підозрювати пастку. Тим часом Джон дізнається, що МНТ насправді неробочий, хоча повстання дійсно готується. | 9 січня 2006      |
| 2.18 (38) | «Майкл» (англ. Michael) Молодий лейтенант Майкл отямився на Атлантиді, нічого не пам'ятаючи про своє минуле. Через велику увагу до нього, Майкл починає підозрювати, що в його минулому є якась страшна таємниця. Врешті він знаходить записи про те, що став об'єктом для випробування ретровіруса доктора Беккета, початково бувши рейфом. | 16 січня 2006     |
| 2.19 (39) | «Пекло» (англ. Inferno) Атлантійці знайшли станцію Древніх на планеті, місцеві жителі якої вже досліджували це місце. На базі знаходиться корабель класу «Аврора», але сама база розташована біля вулкана, що ось-ось вибухне. Вейр дозволяє тимчасово евакуювати мешканців на Атлантиду, але в цей час вулкан прокидається і знищує Зоряну Браму. Команда Шепарда опинилася в пастці на планеті, єдиний вихід — несправний корабель Древніх. | 23 січня 2006     |
| 2.20 (40) | «Союзники» (англ. Allies) Між угрупуваннями рейфів спалахнула війна через обмаль людей для харчування. Цим скористався Майкл — рейф, обернений ретровірусом атлантійців на людину. Він прилетів у компанії союзної королеви з пропозицією об'єднати зусилля в боротьбі проти решти рейфів в обмін на ретровірус. Як запоруку своєї чесності Майкл передав секретну інформацію, але спосіб поширення вірусу його не влаштовує. | 30 січня 2006     |

### 3 сезон (2006—2007)
| Номер     | Назва і короткий зміст | Дата прем'єри     |
| --------- | --- | ----------------- |
| 3.01 (41) | «Нейтральна смуга» (англ. No Man's Land) Майкл різко змінив плани та захопив Родні з Ронаном. В ході бою рейфів з «Дедалом» Шепард опинився на ворожому кораблі, що прямує до Землі, вдосконаленому завдяки викраденій з Атлантиди інформації. Елізабет була відкликана на Землю для пояснень перед міжнародним комітетом. У цей час майже відремонтований «Дедал» і добутий раніше корабель Древніх, названий «Оріон», вирушили на перехоплення вуликів.                    | 14 липня 2006     |
| 3.02 (42) | «Позашлюбний» (англ. Misbegotten) Екіпаж корабля-вулика практично повністю перетворився на людей, а сам корабель дістався атлантійцям. Вбити екіпаж атлантійцям не дозволяє мораль, тому вони перевозять перетворених ретровірусом на окрему планету, де повідомляють, що всі вони хворі, а втрата пам'яті — побічний ефект. Проте Майкл не довіряє цим словам і підбурює решту на повстання. На додачу частина починає перетворюватися назад в рейфів.                      | 21 липня 2006     |
| 3.03 (43) | «Неперевершений» (англ. Irresistible) Команда Шепарда зустріла лідера народу однієї з планет на ім'я Люшес. Всі вважають його найдобрішим і наймудрішим чоловіком, хоч на атлантійців він справив враження шарлатана і ловеласа. Коли Карсон повернувся на планету за лікувальними травами, Люшес здався йому дійсно неперевершеним. По прибуттю на Атлантиду, вплив Люшеса поширюється і на інших її жителів. Тільки Шепард з МакКеєм лишилися в ясному розумі.             | 28 липня 2006     |
| 3.04 (44) | «Сатеда» (англ. Sateda) На черговій планеті Ронана зустріли вороже. Рейфи пообіцяли ніколи не чіпати місцевий народ за передачу Ронана їм. Після передачі Ронана його повернули на рідну планету — Сатеду. Знову ставши жертвою у полюванні, Ронан змушений ще раз пережити своє минуле. «Дедал» вирушає на Сатеду, однак Ронан не хоче покинути батьківщину, поки не здійснить помсту.                                                                                      | 4 серпня 2006     |
| 3.05 (45) | «Нащадки» (англ. Progeny) Атлантійці відшукали цивілізацію, дуже схожу на Древніх, які називають себе асуранами. Вони мають дуже багато МНТ, але не хочуть ними ділитися. Асурани, схоже, ненавидять Древніх, і Атлантиду. Один з них пояснює в чому справа — асурани є роботами-реплікаторами, запрограмованими як зброя, тому нездатними до вознесіння і озлобленими на своїх творців.                                                                                     | 11 серпня 2006    |
| 3.06 (46) | «Реальний світ» (англ. The Real World) Елізабет Вейр прокидається в психіатричній лікарні, де їй розповідають, що експедиція на Атлантиду і Зоряна Брама — лише продукти її уяви. Елізабет отримує вагомі докази цього, та з часом починає бачити дивні образи, які говорять їй, що насправді реальна Атлантида. | 18 серпня 2006    |
| 3.07 (47) | «Точка дотику» (англ. Common Ground) Підполковник Шепард опинився в заручниках у дженайского командувача Акастуса Колі. Той вимагає, щоб Лейдон Радім здався йому, і тоді дженаї визнають командувача новим лідером. Коля погрожує, що полонений рейф буде висмоктувати з Шепарда життя кожні 3 години затримки. Шепард же відкриває, що рейфи здатні на дружбу з людьми. | 25 серпня 2006    |
| 3.08 (48) | «МакКей і місіс Міллер» (англ. McKay and Mrs. Miller) Сестрі Родні МакКея — Джейн Міллер, довелося залишити кар'єру вченого через народження дитини. Але одного разу вона зробила відкриття, що зацікавило командування Зоряної Брами. Родні переконує її повернутися до науки, адже її відкриття — це альтернатива МНТ. Та під час випробування пристрою з'являється МакКей з паралельного світу з попередженням.                                                           | 8 вересня 2006    |
| 3.09 (49) | «Марення» (англ. Phantoms) На пошуках зниклої команди загін Шепарда знайшов бункер рейфів і тіла дженаїв, котрі повбивали одні одних. Те саме сталося і зі зниклою командою. За час перебування на планеті підручні Шепарда й він сам починають бачити образи зі свого минулого замість реальності. | 15 вересня 2006   |
| 3.10 (50) | «Повернення. Частина 1» (англ. The Return. Part 1) Генерал Джек О'Нілл викликаний в Атлантиду, щоб допомогти в боротьбі з асуранами, оскільки мав справу з їх аналогами в Чумацькому Шляху. Поки план міжгалактичного мосту МакКея втілюється в життя, виявлено корабель Древніх, який досі летить від галактики до галактики. Врятований екіпаж вдячний за допомогу, але вимагає повернути Атлантиду їм. Коли місто віддане законним власникам, Атлантиду атакують асурани. | 22 вересня 2006   |
| 3.11 (51) | «Повернення. Частина 2» (англ. The Return. Part 2) Асурани захопили Атлантиду і знищили всіх Древніх на ній. О'Нілл з Вулсі лишилися в місті, визволяти Атлантиду, порушивши наказ, вирушають Шепард, МакКей і Вейр. «Дедал» посланий завадити цьому, поки асурани не полетіли в Чумацький Шлях. | 20 листопада 2006 |
| 3.12 (52) | «Міражі» (англ. Echoes) Тейла стала бачити видіння обгорілого чоловіка. МакКей, працюючи над пристроєм для спілкування з аналогами китів Лантії, виявив, що вони наслідують мову Древніх. Зв'язок між цими подіями прояснюється, коли на найближчій зірці починає формуватися спалах, здатний знищити біосферу планети. | 27 листопада 2006 |
| 3.13 (53) | «Несамовитий» (англ. Irresponsible) До атлантійців дійшли чутки про непереможного героя на одній з планет. Ним виявився Люшес, щоправда, цього разу його сила реальна, Люшес невразливий до жодної зброї завдяки щиту Древніх. Разом з тим команда Шепарда виявляє, що той знаходиться в змові з дженаями аби показово їх перемагати. Прихід людей Колі різко змінює становище.                                                                                              | 4 грудня 2006     |
| 3.14 (54) | «Дао Родні» (англ. The Tao of Rodney) Родні випадково запустив машину Древніх, після чого його розумові здібності сильно зросли. Його мозок став розуміти речі, неосягненні для інших. Дослідження показує, що машина була призначена для зміни ДНК, щоб наблизити людину до вознесіння. Але крім фізичного для цього потрібен був і довгий ментальний розвиток, тому життя Родні опинилося під загрозою.                                                                    | 11 грудня 2006    |
| 3.15 (55) | «Гра» (англ. The Game) Шепард і МакКей вже давно знайшли відеогру Древніх, в якій потрібно будувати свою цивілізацію. Коли на одній з планет було виявлено країну, на прапорі якої зображений Родні, стає зрозуміло, що гра реальна. Країни МакКея і Шепарда ворогують і готуються до війни, яку гравці тепер повинні відвернути. | 18 грудня 2006    |
| 3.16 (56) | «Ковчег» (англ. The Ark) Команда Шепарда знайшла на супутнику однієї з планет космічну станцію, де в спеціальних пристроях містилося все вціліле населення знищеної рейфами цивілізації. Першим прокинувся творець пристроїв — Герік. Дізнавшись, що його сім'ю врятувати не встигли, Герік вирішує, що і всьому іншому народу жити не варто. | 8 січня 2007      |
| 3.17 (57) | «Вихідний» (англ. Sunday) На Атлантиді вперше оголошено вихідний. Кожен шукає собі заняття: Елізабет зважилася піти на побачення з молодим ученим Майком Брентоном, Карсон запланував разом з Родні полетіти зайнятися рибалкою, а Лорн вирішив взятися за малювання. Відпочинок перериває вибуху в місті. Серед загиблих виявився доктор Карсон, його тіло товариші по службі відправляють для поховання на Землю.                                                          | 15 січня 2007     |
| 3.18 (58) | «Занурення» (англ. Submersion) На дні океану виявлено бурову платформу, яка добуває геотермальну енергію планети. Атлантійці вирушають туди, щоб спробувати активувати її. Несподівано Тейла починає відчувати присутність рейфа на платформі. | 22 січня 2007     |
| 3.19 (59) | «Помста» (англ. The Vengeance) Народ таранців перестав виходити на зв'язок. Команда Шепарда вирушає на планету і виявляє їхнє поселення безлюдним. В тунелях під поверхнею планети знайдено безліч мертвих тіл і ознаки експериментів. Відчувши прибульців, прокидається якесь чудовисько, що нагадує гібрид людини з жуком Іратуса, але це не рейф. | 29 січня 2007     |
| 3.20 (60) | «Перший удар» (англ. First Strike) Новий земний корабель «Аполлон» зафіксував підготовку асуранів до нападу. Знаючи про антиреплікаторну зброю, тепер роботи використовують звичайні матеріали. На Землі вирішили, що Атлантида повинна першою завдати удару. Після бомбардування планети асуранів ті прислали у відповідь бойовий супутник, протистояти якому немає змоги. Щоб виграти час, ухвалено опустити Атлантиду під воду.                                           | 5 лютого 2007     |

### 4 сезон (2007—2008)
| Номер     | Назва і короткий зміст | Дата прем'єри     |
| --------- | --- | ----------------- |
| 4.01 (61) | «Дрейф» (англ. Adrift) Щит Атлантиди при її зльоті піднявся запізно, місто вразив промінь асуранів. Атлантиду викинуло з гіперпростору в невідомій точці. Енергії вистачить на 30 годин, якщо не полагодити провідники. Поки Шепард і Зеленка намагаються запустити місто в гіперпростір, доктор Келлер бореться за життя смертельно пораненої Елізабет Вейр. МакКей пропонує скористатися нанітами асуранів.                                                                 | 28 вересня 2007   |
| 4.02 (62) | «Єдина надія» (англ. Lifeline) Енергії лишилося обмаль, виявивши поблизу планету асуранів, атлантійці вирішують вкрасти з неї МНТ. На справу вирушили Шепард, МакКей, Вейр і Ронан. Елізабет, вилікувана нанітами, тепер може зв'язуватися з асуранами, отримуючи їхню інформацію. Але асурани швидко виявили втручання і операція опинилася під загрозою зриву. | 5 жовтня 2007     |
| 4.03 (63) | «Возз'єднання» (англ. Reunion) На одній з планет дали про себе знати земляки Ронана, відомі своїми перемогами над рейфами. Ронан вирішив залишитися з ними. Керівником Атлантиди призначено Саманту Картер, чому Родні не дуже радий. Ронан вирушає на останнє спільне з атлантійцями завдання, яке змушує його переглянути своє рішення. | 12 жовтня 2007    |
| 4.04 (64) | «Привид-двійник» (англ. Doppelganger) Під час чергової місії команда Шепарда знайшла невідомий світний об'єкт. По поверненню атлантійців почали мучити кошмари, причому Шепард там виступає в ролі джерела загрози. Згодом щось починає вбивати людей уві сні, черпаючи силу зі страху. Черговою жертвою може стати МакКей. | 19 жовтня 2007    |
| 4.05 (65) | «Мандрівники» (англ. Travelers) Шепарда разом зі «Стрибуном» захопили космічні кочівники на чолі з Ларрін. На відміну від більшості рас Пегаса цей народ вирішив ховатися від рейфів, живучи в космосі. Шепард потрібен їм через свій ген Древніх, аби запустити лантійський корабель. Через атаку рейфів Шепард мусить співпрацювати з викрадачами. | 26 жовтня 2007    |
| 4.06 (66) | «З чистого аркуша» (англ. Tabula Rasa) Родні отямився прикутим до столу, а на комп'ютері перед ним записане послання від нього самого. МакКей нічого не пам'ятає і змушений вірити цим вказівкам. Всю Атлантиду вразив вірус, що викликає втрату пам'яті. Не зачепив він тільки Ронана і Тейлу, яким Родні повинен допомогти знайти ліки, поки не забув усе. | 2 листопада 2007  |
| 4.07 (67) | «Зниклі» (англ. Missing) Тейла і доктор Келлер вирушили на Новий Атос, куди був переселений її народ. Проте атосіанці кудись зникли, а замість них поселилися якісь варвари. Щоб вибратися з планети, Келлер повинна перейняти досвід Тейли. | 9 листопада 2007  |
| 4.08 (68) | «Провидець» (англ. The Seer) Заради пошуків свого народу, Тейла звертається до провидця Давоса. Він не тільки розповідає їй, що її народ живий, хоч і прихований темрявою, а і про загрозу Атлантиді від рейфів. Крім цього він знає, що Тейла вагітна, хоч вона поки нікому не сказала про це. Шепард зустрічається з врятованим ним раніше рейфом Тоддом, котрий пропонує допомогу в боротьбі з асуранами, які вирішили перемогти їх, знищивши їжу рейфів — людей.          | 16 листопада 2007 |
| 4.09 (69) | «Перехрестя Міллер» (англ. Miller's Crossing) Родні налагодив постійний контакт зі своєю сестрою Джейн, та це привернуло увагу медичної корпорації, яка створює ліки на основі інопланетних технологій. Джейн викрали, а за нею і Родні. Президент корпорації вимагає вилікувати свою дочку, смертельно хвору на лейкемію, за допомогою нанітів. Поки МакКей з сестрою займаються їх перепрограмуванням, на Землю прибула команда Атлантійців, щоб знайти зниклих товаришів.  | 30 листопада 2007 |
| 4.10 (70) | «Суєта земна» (англ. This Mortal Coil) В Атлантиду влучив невідомий снаряд, команда припускає, що це реплікатори знайшли місто. Але нападу не відбувається, натомість будь-які поранення персоналу миттю заживають. Коли на Атлантиді з'являється зникла Елізабет Вейр, реплікатори відкрито заявили про свою присутність. За їх словами Атлантида і все її населення несправжнє.                                                                                             | 7 грудня 2007     |
| 4.11 (71) | «Пом'яни мої гріхи» (англ. Be All My Sins Remember'd) Асурани продовжують атаки на планети людей. Команда Атлантиди збирає флот з союзних кораблів-вуликів і «Дедала» з «Аполлоном». Тодд і МакКей розробляють вірус, який розриває зв'язки між нанітами. Коли це не діє, Родні іде в іншому напрямку — написати вірус, яких об'єднає всі наніти в одному місці. Але для цього потрібно створити власного, перепрограмованого реплікатора, якому МакКей надав вигляду людини. | 4 січня 2008      |
| 4.12 (72) | «Бойові трофеї» (англ. Spoils of War) Після перемоги над асуранами рейфи розділилися на окремі угрупування. Але один з кораблів-вуликів, де явно був Тодд, лишився окремо, шлючи сигнал для Атлантиди. Команда Атлантиди успішно захопила його та дізналася місце розташування бази, завдяки якій рейфи перемогли лантійців. Тепер, маючи викрадені в асуранів МНТ, рейфи вирощують там тисячі нових бійців.                                                                  | 11 січня 2008     |
| 4.13 (73) | «Карантин» (англ. Quarantine) Вся Атлантида несподівано перейшла в режим ізоляції. Всі двері заблокувалися, радіозв'язок вимкнувся, розділивши жителів. Картер і Зеленка застрягли в транспортері, Шепард опинився з Тейлою, а МакКей з Кейті Браун, якій готувався освідчитися в коханні. | 18 січня 2008     |
| 4.14 (74) | «Гармонія» (англ. Harmony) Шепард і МакКей погоджуються допомогти одному народові, а саме провести принцесу Гармонію до храму, де вона пройде ініціацію, щоб стати королевою. До вередувань дівчинки додаються дженаї, яким для чогось потрібна Гармонія, і загадкове чудовисько. | 25 січня 2008     |
| 4.15 (75) | «Вигнанець» (англ. Outcast) Через смерть батька Шепард прибуває на Землю разом з Ронаном. Несподівано до нього підходить жінка, яка розповідає про розробку на Землі власних реплікаторів. Один з них втік з лабораторії, вбивши при цьому вченого. | 1 лютого 2008     |
| 4.16 (76) | «Тріо» (англ. Trio) МакКей, Келлер і Картер провалилися в покинутий рудник. Підземні поштовхи можуть обвалити весь рудник, постраждалим доводиться показувати чудеса винахідливості, щоб вибратися з пастки. | 8 лютого 2008     |
| 4.17 (77) | «Пересадочна станція» (англ. Midway) Міжгалактичний міст МакКея-Картер завершений. На прохання Картер, Тіл'к вирушає в Атлантиду щоб допомогти Ронану, коли Міжнародний Комітет починає йому погрожувати. Коли між двома воїнами виникає конфлікт, вони дізнаються що група рейфів пробралася на пересадочну станцію між Чумацьким шляхом і Пегасом. Командування Зоряної Брами на Землі захоплене і тільки ці двоє здатні завадити подальшим планам рейфів.                  | 15 лютого 2008    |
| 4.18 (78) | «Рідня. Частина 1» (англ. The Kindred. Part 1) Загадкова нова епідемія охоплює галактику Пегас. Тейла в снах отримує повідомлення від батька своєї дитини щодо перебування її зниклого народу. Розслідування показує, що епідемія пов'язана з вакциною планети Хофф, що робить людей непридатними в їжу для рейфів, але вбиває половину вакцинованих. Рейфи тепер не мають змоги безпечно харчуватися, тож Тодд пропонує співпрацю для створення антидоту.                    | 22 лютого 2008    |
| 4.19 (79) | «Рідня. Частина 2» (англ. The Kindred. Part 2) Тейлу викрав Майкл, щоб привезти її до решти атосіанців. На його базі команда Шепарда знайшла Карсона, про якого всі пам'ятають, що він загинув. Все вказує на те, що цей Карсон — клон, та його знання про експерименти Майкла дуже цінні. Зокрема він може знати де шукати Тейлу і її народ. | 29 лютого 2008    |
| 4.20 (80) | «Останній» (англ. The Last Man) Повернувшись з завдання, Шепард опинився в безлюдній Атлантиді, засипаній піском. З усього персоналу міста лишилася лише голограма постарілого МакКея, яка й пояснює що відбулося. Шепард через вплив сонячного спалаху потрапив у майбутнє, а його зникнення з 2008 року обернулося катастрофічними наслідками. Проте МакКей розробив спосіб повернути Шепарда назад.                                                                        | 7 березня 2008    |

### 5 сезон (2008—2009)
| Номер      | Назва і короткий зміст | Дата прем'єри     |
| ---------- | --- | ----------------- |
| 5.01 (81)  | «Рятувальна операція» (англ. Search and Rescue) Команда Шепарда потрапила в пастку, підготовану Майклом. Саманта Картер організувала рятувальну операцію, але вона утруднюється нападом гібридів Майкла. Тим часом Майкл готується прийняти пологи Тейли, дитина якої дуже цінна для нього. | 11 липня 2008     |
| 5.02 (82)  | «Пагони» (англ. The Seed) Карсона пробуджено зі стазису і вилікувано. Його готують відіслати на Землю, але в цей час сталася дивна подія — доктор Келлер не виходить зі своєї кімнати. Зламавши двері, атлантійці побачили Келлер без свідомості, обплутаною пагонами, подібними на бачені в лабораторіях Майкла. Те саме може повторитися і з іншими людьми. | 18 липня 2008     |
| 5.03 (83)  | «Розірвані узи» (англ. Broken Ties) Колишній друг Ронана Тайр захопив його і передав рейфам. Проте рейфи не бажають дотримуватися угоди з ним і нічого взамін не дають. Після того як Тайра спіймали атлантійці і вилікували від залежності від наркотиків рейфів, той хоче врятувати друга. Та тепер в його щирість ніхто не вірить. | 25 липня 2008     |
| 5.04 (84)  | «Багатоликий Дедал» (англ. The Daedalus Variations) На орбіті несподівано виник корабель «Дедал», але без екіпажу. Шепард, МакКей, Ронан і Тейла вирушили на «Стрибуні» дізнатися в чому справа. Згідно з бортовим журналом, екіпаж евакуювався на найближчу планету, але головне — командиром був нікому не відомий капітан Соболь. Родні, дослідивши записи, робить висновок — корабель прибув з паралельного світу і продовжує переміщення між реальностями.                                  | 1 серпня 2008     |
| 5.05 (85)  | «Привид у механізмі» (англ. Ghost In the Machine) «Стрибун» раптом вийшов з ладу в ході польоту, а потім так само несподівано відновив роботу. Неполадки починаються і на Атлантиді. За деякий час через комп'ютер виходять на зв'язок асурани, котрі в спробі вознестися опинилися у підпросторовій пастці в вигляді енергії. Щоб позбутися створюваних цим неполадок, атлантійці повертають асуранам тіла.                                                                                     | 16 серпня 2008    |
| 5.06 (86)  | «Святиня» (англ. The Shrine) Після відвідання однієї планети МакКей заразився паразитом, який викликає симптоми, подібні до хвороби Альцгеймера. Його розумові здібності стрімко падають, видалити паразита, не вбивши Родні неможливо. На Атлантиду запрошено його сестру, щоб вона могла попрощатися з братом. Ронан згадав про подібну хворобу, від якої перед смертю можна звільнитися на один день в давній святині.                                                                        | 22 серпня 2008    |
| 5.07 (87)  | «Шепіт уві млі» (англ. Whispers) Шепард і Беккет приєднуються до команди майора Енні Телді на планеті, де Майкл створював своїх гібридів. Місцеві жителі розповідають про зникнення людей в околицях, до яких причетні якісь небачені істоти. Коли навколишні землі покриває туман, в ньому з'являються живі гібриди, продовжуючи полювання. | 5 вересня 2008    |
| 5.08 (88)  | «Королева» (англ. The Queen) Атлантійці прийшли до Тодда з пропозицією вилікувати рейфів від потреби в харчуванні людьми. Аби переконати верховну королеву рейфів поширити ліки серед інших вуликів, Тейла видає себе за королеву Тодда. Але надати їй вигляду рейфа замало, Тейла повинна навчитися і їхніх манер. | 12 вересня 2008   |
| 5.09 (89)  | «Пошуки» (англ. Tracker) МакКей викликався допомогти Келлер в завданні з лікування жителів однієї планети. Ніхто не помітив як Келлер зникла, а скоро на планету прибули рейфи. Вони розшукують Утікача, такого, яким колись був Ронан. Утікачеві потрібна допомога лікаря з Атлантиди для лікування своєї 10-річної супутниці. Келлер пропонує позбавити його вживленого маячка. | 19 вересня 2008   |
| 5.10 (90)  | «Перший контакт» (англ. First Contact) На Атлантиду прибув Деніел Джексон, щоб знайти лабораторію лантійського вченого Януса. Коли разом з Родні він розшукав лабораторію, активувався якийсь пристрій. Згодом в Атлантиду висадився десант невідомих і викрав пристрій разом з ученими. Переговори з рейфами після цього опинилися під загрозою — їхні кораблі втратили здатність до дальніх польотів, а Зоряна Брама міста близька до вибуху.                                                  | 26 вересня 2008   |
| 5.11 (91)  | «Загублене плем'я» (англ. The Lost Tribe) Тодд вирішив, що люди його зрадили і взяв курс на Атлантиду, захопивши «Дедал». Тим часом Зоряні Брами по всій галактиці почали вибухати при активації. Поки Деніел Джексон переконує своїх викрадачів вимкнути пристрій Януса, Шепард вирушив визволяти «Дедал». | 10 жовтня 2008    |
| 5.12 (92)  | «Чужоземці» (англ. Outsiders) Група людей, яка пережила хоффанську чуму, ставши отруйними для рейфів, сховалася між населенням іншої планети. Рейфи вимагають видати їх, обіцяючи після цього не чіпати решту. Шепард і його загін пробують переконати все селище евакуюватися, поки рейфи не знищили його. | 17 жовтня 2008    |
| 5.13 (93)  | «Розслідування» (англ. Inquisition) Шепард отримав запрошення представляти Атлантиду в загадковій Коаліції, яка набирає вплив в галактиці Пегас. Насправді ж атлантійці потрапили на трибунал, де їх звинувачують у злочинах проти народів галактики. Шепард мусить довести несправедливість звинувачень, згадавши всі пригоди атлантійців. | 24 жовтня 2008    |
| 5.14 (94)  | «Блудний син» (англ. The Prodigal) По всьому місту раптово вимкнулося світло, крім командного центру. Незабаром крізь Зоряну Браму на «Стрибуні» прибув Майкл зі своїми гібридами і захопив місто, шукаючи дитину Тейли. У той час як гібриди один за одним беруть під свій контроль всі нові сектори міста, загони Шепарда і Лорна намагаються відбити місто назад. | 7 листопада 2008  |
| 5.15 (95)  | «Останній шанс» (англ. Remnants) На дні океану біля Атлантиди знайдено невідомий об'єкт, який покриває своїм випромінюванням все місто. Шепард, який в цей час перебував на материку, опинився в полоні в Акастуса Колі, котрий хоче заволодіти «Стрибуном». У Вулсі з'явилася супутниця, яку крім нього ніхто не бачить. А МакКей та Зеленка відкрили, що знайдений об'єкт є ключем до порятунку вимерлої раси.                                                                                 | 14 листопада 2008 |
| 5.16 (96)  | «Мозковий штурм» (англ. Brain Storm) Родні Маккей запрошений на Землю на наукову презентацію пристрою керування погодою. Але зовсім скоро пристрій виходить з-під контролю, загрожуючи не просто зупинити глобальне потепління, як планувалося, а викликати льодовиковий період. | 21 листопада 2008 |
| 5.17 (97)  | «Інфекція» (англ. Infection) На орбіті Атлантиди з'являється корабель рейфів і надсилає прохання про допомогу. Загін вирушає на розвідку і дізнається, що рейфів і їх вулик вразило дивне захворювання. Корабель швидко розкладається, ставлячи під загрозу перебування там людей. | 5 грудня 2008     |
| 5.18 (98)  | «Ідентифікація» (англ. Identity) Доктор Келлер помінялася тілом з жінкою на ім'я Ніва, видаючи себе за неї. Коли обман викрився, Ніва розповіла, що так сталося через пристрій Древніх на іншій планеті. Загін Шепарда разом з доктором Карсоном повинен знайти і відключити прилад, поки Келлер в тілі Ніви знаходиться в компанії злодіїв. | 12 грудня 2008    |
| 5.19 (99)  | «Вегас» (англ. Vegas) В одному з паралельних світів Джон Шепард є детективом і з агентом ФБР Річардом Вулсі розслідує в Лас-Вегасі справу низки вбивств. Відмінна риса всіх злочинів — тіла виглядають так, наче з них висмоктали життя. Зіткнувшись з рейфом, який стоїть за цим, Шепард дізнається і про Зоряну Браму. | 2 січня 2009      |
| 5.20 (100) | «Ворог біля воріт» (англ. Enemy at the Gate) Тодд послав попередження — з допомогою МНТ рейфи створили супервулик — дуже великий і винятково потужний корабель. Супервулик, отримавши координати Землі через дії Шепарда з паралельного світу, взяв курс на нашу планету. Команда Атлантиди не встигає прибути на допомогу. Та Зеленка пропонує скористатися експериментальним тунельним двигуном Маккея, з яким, в разі успіху, Атлантида вперше за 10000 років переміститься в Чумацький Шлях. | 9 січня 2009      |